# Гладкий Олександр Миколайович
Олекса́ндр Микола́йович Гладки́й (нар. 24 серпня 1987 року, Лозова, Харківська область, Україна) — український футболіст, нападник. Грав за національну збірну України.
Найкращий бомбардир Чемпіонату України з футболу 2006/07 (13 голів). Володар Кубка УЄФА 2008/09 у складі донецького «Шахтаря».
27 вересня 2020 року увійшов до десятки найкращих бомбардирів чемпіонату України, забивши в цьому турнірі 86 голів. Співавтор рекорду української прем'єр-ліги за кількістю дублів.

## Клубна кар'єра

### Початок кар'єри
Розпочав професіональну футбольну кар'єру в харківському «Металісті», спочатку в молодіжному, а потім в основному складі.

### «Харків»
У 2005—2007 роках Гладкий виступав за ФК «Харків». Спочатку в його виступах нічого незвичайного не було. Але в сезоні 2006—2007 забив у чемпіонаті 13 голів і став найкращим бомбардиром турніру. Після чого ним зацікавилися провідні українські клуби.

### «Шахтар»
8 червня 2007 року Олександр підписав 5-річний контракт із «Шахтарем» (перехід коштував 2,5 млн євро). У своєму першому офіційному матчі за «Шахтар» Гладкий відзначився голом у ворота київського «Динамо». Європейський дебют для Гладкого відбувся в матчі з вірменським «Пюніком» у другому раунді кваліфікації Ліги Чемпіонів. У двох матчах він забив два м'ячі, по одному в кожному поєдинку.

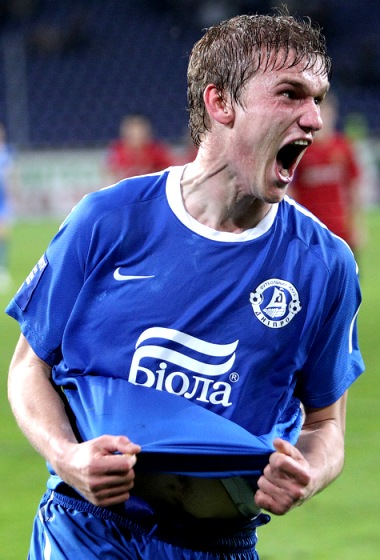
Олександр Гладкий під час виступів за «Дніпро». 1 травня 2011 року.

### «Дніпро» і «Карпати»
17 серпня 2010 року перейшов до дніпровського «Дніпра», трансферна сума угоди склала 7 мільйонів євро. Проте стати стабільним гравцем основного складу команди в новому клубі не зміг і на початку 2012 року був відданий в оренду до львівських «Карпат». Там протягом двох років Гладкий зіграв 59 матчів і забив 18 голів. Наприкінці травня 2014 року в Олександра закінчився контракт з «Дніпром» і він отримав статус вільного агента.

### «Шахтар»— повернення
29 травня 2014 року уклав контракт з донецьким «Шахтарем» терміном на 2 роки. Спочатку Гладкий сидів у запасі. Основним нападником команди був Луїс Адріану. Але в сезоні 2015/16 українець був єдиним кандидатом на це місце. Багато своїх моментів він не реалізовував. Але й забивав багато. Відзначився голом у ворота «Мальме», а також відзначився дублем у фіналі Кубка України — це був матч проти луганської «Зорі», він став останнім для гравця в донецькому клубі.

### «Динамо»
Наприкінці травня 2016 року в Олександра закінчився контракт із «Шахтарем», і він отримав статус вільного агента. 23 травня того ж року уклав угоду з київським «Динамо» терміном на 3 роки.

### «Карпати» (2017)
2 березня 2017 року було офіційно оголошено, що Гладкий переходить до львівських «Карпат» на правах оренди. У липні 2017 року «Динамо» надало Гладкому статус вільного агента, після чого гравець підписав повноцінний контракт з «Карпатами». У грудні 2017 року Гладкий покинув табір львів'ян.

### «Чорноморець»
Навесні 2018 року перебував на перегляді в польському «Леху», однак 28 березня 2018 року одеський «Чорноморець» вніс Гладкого в командну заявку. У своєму першому офіційному матчі у складі «моряків» Гладкий зробив гольовий дубль. Гра проти кропивницької «Зірки» 19 травня 2018 року стала 300-ю для Гладкого в чемпіонаті України. По закінченню сезону 2017/18 Гладкий покинув стан «Чорноморця», який вилетів у Першу лігу за підсумками сезону.

### «Чайкур Різеспор»
В кінці серпня 2018 року став гравцем турецького клубу «Чайкур Різеспор».

### «Зоря»
З 2020 року — гравець луганської «Зорі».

## Статистика виступів

### Клубна
Станом на 23 травня 2024 року
| Клуб              | Сезон        | Чемпіонат | Чемпіонат | Кубок | Кубок | Єврокубки | Єврокубки | Суперкубок | Суперкубок | Всього | Всього |
| Клуб              | Сезон        | Ігри      | Голи      | Ігри  | Голи  | Ігри      | Голи      | Ігри       | Голи       | Ігри   | Голи   |
| ----------------- | ------------ | --------- | --------- | ----- | ----- | --------- | --------- | ---------- | ---------- | ------ | ------ |
| Металіст          | 2003/04 (Д2) | 8         | 3         | —     | —     | —         | —         | —          | —          | 8      | 3      |
| Металіст          | 2004/05      | 9         | 1         | 2     | 0     | —         | —         | —          | —          | 11     | 1      |
| Металіст          | Разом        | 17        | 4         | 2     | 0     | —         | —         | —          | —          | 19     | 4      |
| Арсенал           | 2004/05 (Д2) | 10        | 4         | —     | —     | —         | —         | —          | —          | 10     | 4      |
| Арсенал           | Разом        | 10        | 4         | 0     | 0     | —         | —         | —          | —          | 10     | 4      |
| ФК Харків         | 2005/06      | 25        | 1         | 2     | 1     | —         | —         | —          | —          | 27     | 2      |
| ФК Харків         | 2006/07      | 29        | 13        | 1     | 0     | —         | —         | —          | —          | 30     | 13     |
| ФК Харків         | Разом        | 54        | 14        | 3     | 1     | —         | —         | —          | —          | 57     | 15     |
| Шахтар            | 2007/08      | 29        | 17        | 7     | 1     | 9         | 2         | 1          | 1          | 46     | 21     |
| Шахтар            | 2008/09      | 26        | 4         | 5     | 1     | 10        | 2         | 1          | 0          | 42     | 7      |
| Шахтар            | 2009/10      | 22        | 6         | 2     | 1     | 6         | 1         | —          | —          | 30     | 8      |
| Шахтар            | 2010/11      | 5         | 0         | —     | —     | —         | —         | 1          | 2          | 6      | 2      |
| Шахтар            | Разом        | 82        | 27        | 14    | 3     | 25        | 5         | 3          | 3          | 124    | 38     |
| Дніпро            | 2010/11      | 19        | 2         | 4     | 2     | 2         | 0         | —          | —          | 25     | 4      |
| Дніпро            | 2011/12      | 4         | 0         | 2     | 0     | —         | —         | —          | —          | 6      | 0      |
| Дніпро            | Разом        | 23        | 2         | 6     | 2     | 2         | 0         | —          | —          | 31     | 4      |
| Карпати           | 2011/12      | 8         | 3         | 2     | 1     | —         | —         | —          | —          | 10     | 4      |
| Карпати           | 2012/13      | 23        | 5         | 3     | 0     | —         | —         | —          | —          | 26     | 5      |
| Карпати           | 2013/14      | 28        | 10        | 2     | 0     | —         | —         | —          | —          | 27     | 10     |
| Карпати           | Разом        | 59        | 18        | 7     | 1     | —         | —         | —          | —          | 66     | 19     |
| Шахтар            | 2014/15      | 19        | 11        | 7     | 4     | 3         | 0         | 1          | 1          | 30     | 16     |
| Шахтар            | 2015/16      | 17        | 4         | 3     | 2     | 10        | 3         | 1          | 0          | 31     | 9      |
| Шахтар            | Разом        | 36        | 15        | 10    | 6     | 13        | 3         | 2          | 1          | 61     | 22     |
| Динамо            | 2016/17      | 8         | 0         | —     | —     | 3         | 0         | —          | —          | 11     | 0      |
|                   | Разом        | 8         | 0         | —     | —     | 3         | 0         | —          | —          | 11     | 0      |
| «Карпати»         | 2016/17      | 13        | 4         | 0     | 0     | 0         | 0         | 0          | 0          | 13     | 4      |
| «Карпати»         | 2017/18      | 9         | 1         | 1     | 0     | 0         | 0         | 0          | 0          | 10     | 1      |
|                   | Разом        | 22        | 5         | 1     | 0     |           |           |            |            | 23     | 5      |
| «Чорноморець»     | 2017/18      | 7+2       | 2         | 0     | 0     | 0         | 0         | 0          | 0          | 9      | 2      |
| «Чайкур Різеспор» | 2018/19      | 8         | 0         | 4     | 3     | 0         | 0         | 0          | 0          | 12     | 3      |
| «Адана Демірспор» | 2018/19 (Д2) | 13+2      | 5         | 0     | 0     | 0         | 0         | 0          | 0          | 15     | 5      |
| «Адана Демірспор» | 2019/20 (Д2) | 9         | 3         | 1     | 0     | 0         | 0         | 0          | 0          | 9      | 3      |
|                   | Разом        | 24        | 8         | 1     | 0     |           |           |            |            | 25     | 8      |
| «Зоря»            | 2020/21      | 22        | 9         | 3     | 0     | 6         | 0         | 0          | 0          | 31     | 9      |
| «Зоря»            | 2021/22      | 16        | 5         | 0     | 0     | 4         | 1         | 0          | 0          | 20     | 6      |
|                   | Разом        | 38        | 14        | 3     | 0     | 10        | 1         |            |            | 51     | 15     |
| «Чорноморець»     | 2022/23      | 21        | 1         | 0     | 0     | 0         | 0         | 0          | 0          | 21     | 1      |